# Tomáš Čvančara
Tomáš Čvančara (Libis, 13 agosto 2000) è un calciatore ceco, attaccante dell'Antalyaspor, in prestito dal Borussia M'gladbach e della nazionale ceca.

## Caratteristiche tecniche
È un centravanti.

## Carriera

### Club
Cresciuto nel settore giovanile dello Slavia Praga, nel 2018 viene acquistato dal Jablonec con cui debutta fra i professionisti l'11 marzo in occasione del match di 1. liga vinto 2-0 contro il Baník Ostrava.
Negli anni seguenti viene prestato all'Empoli, dove gioca solamente nella squadra Primavera, nello Slavoj Vyšehrad in seconda divisione ceca e nell'Opava, riuscendo comunque a collezionare delle presenze in prima squadra.

### Nazionale
Ha giocato nella nazionale ceca Under-21.
Il 24 marzo 2023 esordisce con la nazionale maggiore ceca andando pure a segno nel successo per 3-1 contro la Polonia.

## Statistiche

### Presenze e reti nei club
Statistiche aggiornate al 26 luglio 2025
| Stagione                   | Squadra                    | Campionato                 | Campionato | Campionato | Coppe nazionali | Coppe nazionali | Coppe nazionali | Coppe continentali | Coppe continentali | Coppe continentali | Altre coppe | Altre coppe | Altre coppe | Totale | Totale |
| Stagione                   | Squadra                    | Comp                       | Pres       | Reti       | Comp            | Pres            | Reti            | Comp               | Pres               | Reti               | Comp        | Pres        | Reti        | Pres   | Reti   |
| -------------------------- | -------------------------- | -------------------------- | ---------- | ---------- | --------------- | --------------- | --------------- | ------------------ | ------------------ | ------------------ | ----------- | ----------- | ----------- | ------ | ------ |
| 2017-2018                  | Jablonec                   | 1L                         | 1          | 0          | CRC             | 0               | 0               |                    | -                  | -                  |             | -           | -           | 1      | 0      |
| 2018-2019                  | Jablonec                   | 1L                         | 0          | 0          | CRC             | 0               | 0               |                    | -                  | -                  |             | -           | -           | 0      | 0      |
| 2019-2020                  | Slavoj Vyšehrad            | FNL                        | 21         | 13         | CRC             | 1               | 0               |                    | -                  | -                  |             | -           | -           | 22     | 13     |
| 2020-gen. 2021             | Jablonec                   | 1L                         | 9          | 1          | CRC             | 0               | 0               | UEL                | 1                  | 0                  |             | -           | -           | 10     | 1      |
| gen.-giu. 2021             | Opava                      | 1L                         | 10         | 0          | CRC             | 0               | 0               |                    | -                  | -                  |             | -           | -           | 10     | 0      |
| 2021-gen. 2022             | Jablonec                   | 1L                         | 14         | 5          | CRC             | 1               | 0               | UEL+UECL           | 2+7                | 0+4                |             | -           | -           | 24     | 7      |
| Totale Jablonec            | Totale Jablonec            | Totale Jablonec            | 24         | 6          |                 | 1               | 0               |                    | 10                 | 4                  |             | -           | -           | 35     | 10     |
| gen.-giu. 2022             | Sparta Praga               | 1L                         | 10+5       | 5+2        | CRC             | 2               | 2               | UEL+UEL+UECL       | 0+0+2              | 0+0+0              |             | -           | -           | 19     | 9      |
| 2022-2023                  | Sparta Praga               | 1L                         | 23+1       | 12+0       | CRC             | 4               | 3               | UECL               | 2                  | 0                  |             | -           | -           | 30     | 15     |
| Totale Sparta Praga        | Totale Sparta Praga        | Totale Sparta Praga        | 39         | 19         |                 | 6               | 5               |                    | 4                  | 0                  |             | -           | -           | 49     | 24     |
| 2023-2024                  | Borussia M'gladbach        | BL                         | 21         | 4          | CG              | 3               | 2               |                    | -                  | -                  |             | -           | -           | 24     | 6      |
| 2024-2025                  | Borussia M'gladbach        | BL                         | 28         | 2          | CG              | 2               | 0               |                    | -                  | -                  |             | -           | -           | 30     | 2      |
| Totale Borussia M'gladbach | Totale Borussia M'gladbach | Totale Borussia M'gladbach | 49         | 6          |                 | 5               | 2               |                    | -                  | -                  |             | -           | -           | 54     | 8      |
| Totale carriera            | Totale carriera            | Totale carriera            | 115        | 42         |                 | 11              | 7               |                    | 14                 | 4                  |             | -           | -           | 140    | 53     |

### Cronologia presenze e reti in nazionale
| Cronologia completa delle presenze e delle reti in nazionale ― Rep. Ceca | Cronologia completa delle presenze e delle reti in nazionale ― Rep. Ceca | Cronologia completa delle presenze e delle reti in nazionale ― Rep. Ceca | Cronologia completa delle presenze e delle reti in nazionale ― Rep. Ceca | Cronologia completa delle presenze e delle reti in nazionale ― Rep. Ceca | Cronologia completa delle presenze e delle reti in nazionale ― Rep. Ceca | Cronologia completa delle presenze e delle reti in nazionale ― Rep. Ceca | Cronologia completa delle presenze e delle reti in nazionale ― Rep. Ceca |
| Data                                                                     | Città                                                                    | In casa                                                                  | Risultato                                                                | Ospiti                                                                   | Competizione                                                             | Reti                                                                     | Note                                                                     |
| ------------------------------------------------------------------------ | ------------------------------------------------------------------------ | ------------------------------------------------------------------------ | ------------------------------------------------------------------------ | ------------------------------------------------------------------------ | ------------------------------------------------------------------------ | ------------------------------------------------------------------------ | ------------------------------------------------------------------------ |
| 24-3-2023                                                                | Praga                                                                    | Rep. Ceca                                                                | 3 – 1                                                                    | Polonia                                                                  | Qual. Euro 2024                                                          | 1                                                                        | 65’                                                                      |
| 27-3-2023                                                                | Chișinău                                                                 | Moldavia                                                                 | 0 – 0                                                                    | Rep. Ceca                                                                | Qual. Euro 2024                                                          | -                                                                        |                                                                          |
| 7-9-2023                                                                 | Praga                                                                    | Rep. Ceca                                                                | 1 – 1                                                                    | Albania                                                                  | Qual. Euro 2024                                                          | -                                                                        | 86’                                                                      |
| 12-10-2023                                                               | Tirana                                                                   | Albania                                                                  | 3 – 0                                                                    | Rep. Ceca                                                                | Qual. Euro 2024                                                          | -                                                                        | 64’                                                                      |
| 15-10-2023                                                               | Plzeň                                                                    | Rep. Ceca                                                                | 1 – 0                                                                    | Fær Øer                                                                  | Qual. Euro 2024                                                          | -                                                                        | 57’                                                                      |
| 17-11-2023                                                               | Varsavia                                                                 | Polonia                                                                  | 1 – 1                                                                    | Rep. Ceca                                                                | Qual. Euro 2024                                                          | -                                                                        | 46’                                                                      |
| 7-9-2024                                                                 | Tbilisi                                                                  | Georgia                                                                  | 4 – 1                                                                    | Rep. Ceca                                                                | UEFA Nations League 2024-2025 - 1º turno                                 | -                                                                        | 46’                                                                      |
| 11-10-2024                                                               | Praga                                                                    | Rep. Ceca                                                                | 2 – 0                                                                    | Albania                                                                  | UEFA Nations League 2024-2025 - 1º turno                                 | -                                                                        | 90+2’                                                                    |
| Totale                                                                   |                                                                          | Presenze                                                                 | 8                                                                        |                                                                          | Reti                                                                     | 1                                                                        |                                                                          |

## Palmarès

### Club

#### Competizioni nazionali
- Campionato ceco: 1

Sparta Praga: 2022-2023